# Microplocia puncticollis
Microplocia puncticollis là một loài bọ cánh cứng trong họ Cerambycidae.